# Salomon de la Broue

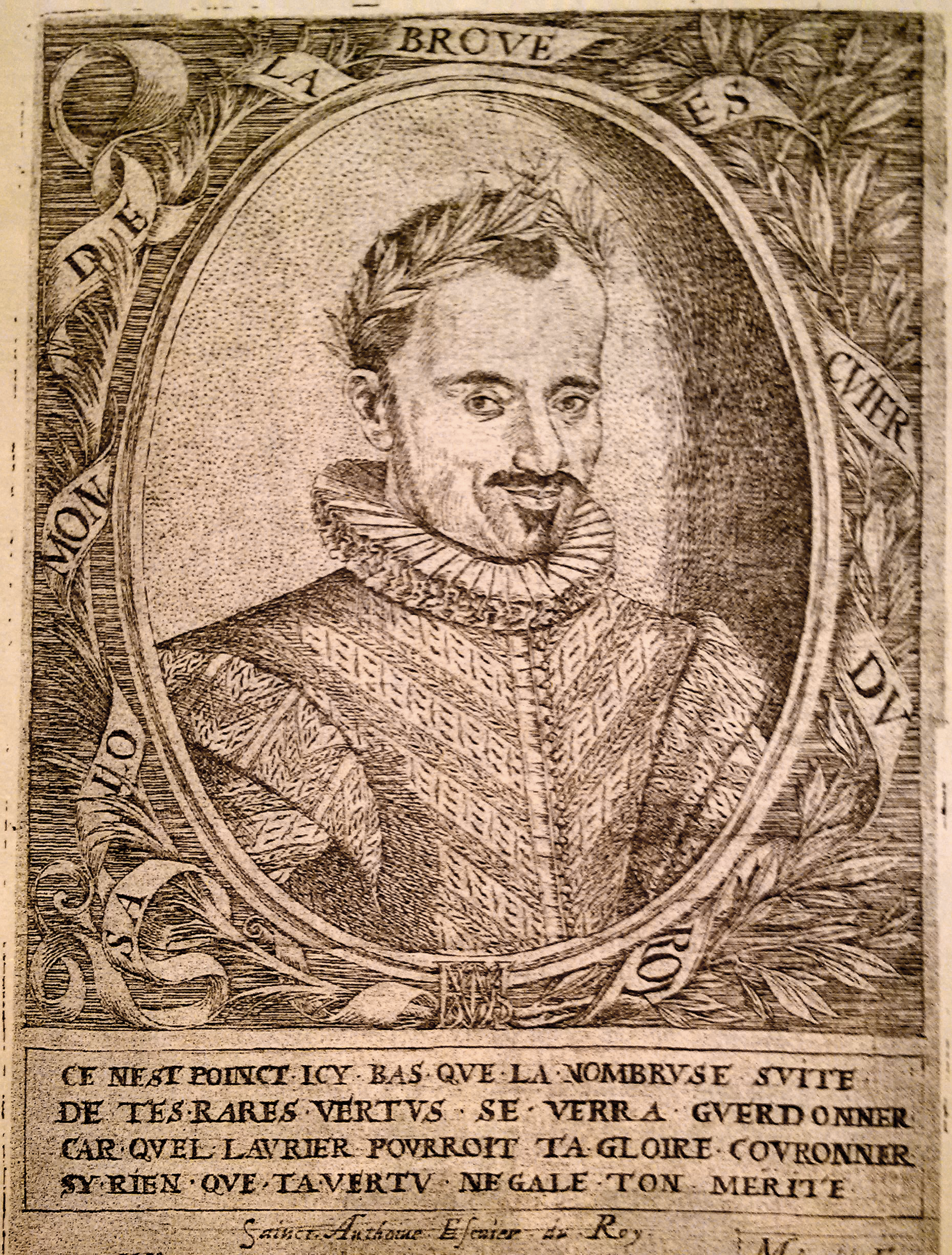
Abbildung von Salomon de la Broue

Salomon de la Broue (bʀu;* um 1530 in Sommières-du-Clain, Frankreich; † um 1610) war ein französischer Reitlehrer des 16. Jahrhunderts.
De la Broue ist mit Antoine de Pluvinel und Chevalier Saint-Antoine einer der drei bedeutenden Schüler Giovanni Pignatellis aus der neapolitanischen Schule. Zusammen mit Pluvinel gilt er als Gründer der französischen Reitschule. Er war Hofstallmeister Heinrichs des IV. von Frankreich.

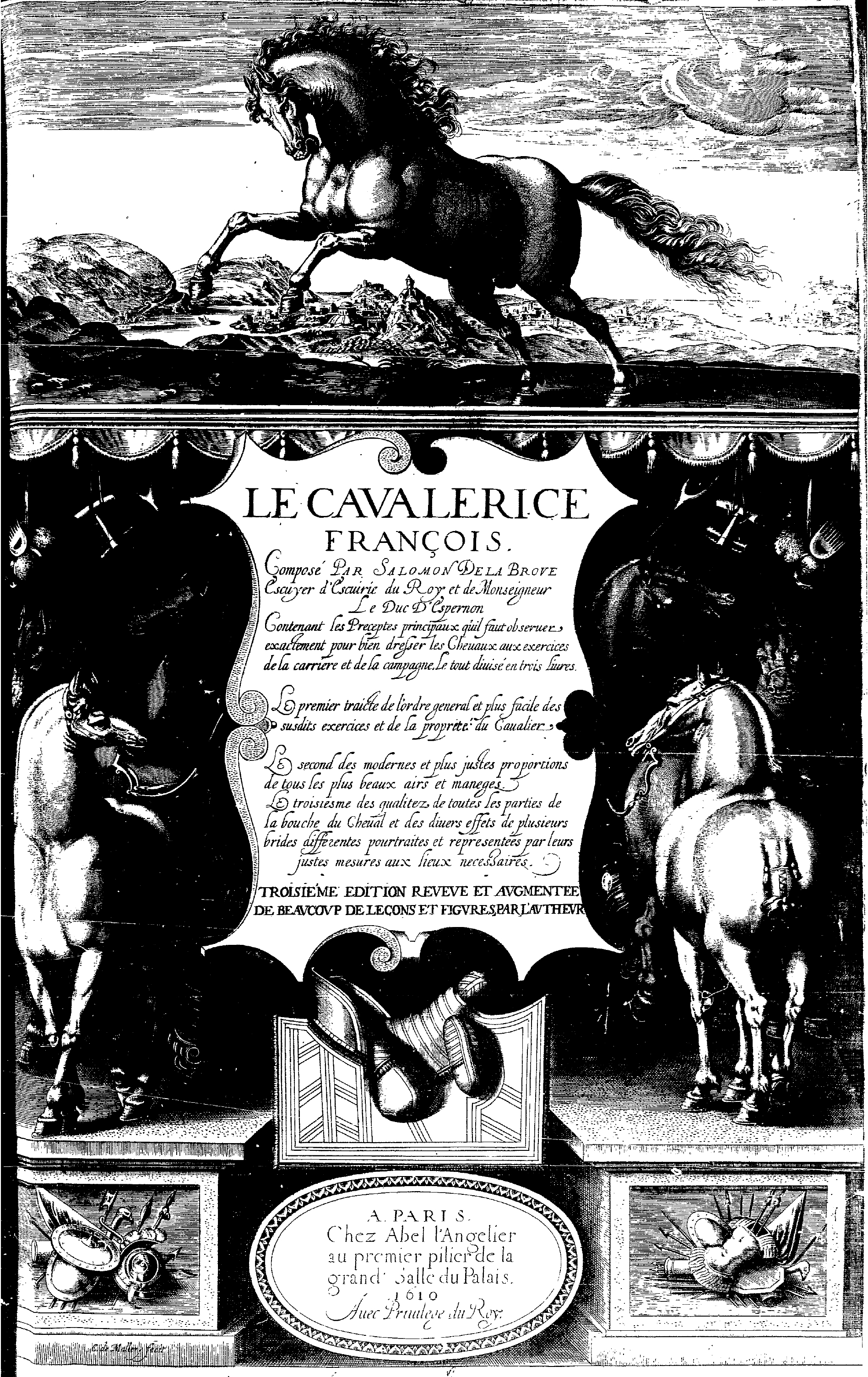
Titelseite von „Le cavalerice françois“

Das Werk de la Broues „Le cavalerice françois“ (Titel ab der zweiten Auflage 1610) stellt in drei Bänden das damalige Wissen der besten Reiter Frankreichs dar, welches bis dahin nur mündlich überliefert wurde. Er bezieht sich darin oft auf den angesehensten Reitmeister des italienischen Zentrums der akademischen Reitkunst, Pignatelli, dessen Schüler er in Neapel gewesen war, und auf die „großen französischen Reiter vor meiner Zeit“.
Neben Abhandlung in aufeinander aufbauenden Kapiteln umfasste das Werk umfangreichen Zeichnungen zur Erklärung der Reitübungen. Wie bei allen damaligen guten Reitmeistern spielte auch bei Broue die Erziehung der Reiter zum verantwortungsvollen, denkenden, ruhig planenden „Pferdemenschen“ eine sehr große Rolle: Immer wieder weist er darauf hin, der Reiter solle niemals aus Zorn, sondern immer überlegt handeln; das Erniedrigen des Pferdes wird als nicht akzeptabel angesehen. Er weist immer wieder darauf hin, dass alles Negative in der Arbeit mit dem Pferd vermieden werden müsse: ein ängstliches, nervöses, übermüdetes oder überfordertes Pferd könne niemals die Hohen Schulen erlernen, geschweige denn perfekt ausführen.
Dass der „Cavalerice“ nie in eine andere Sprache übersetzt wurde, war zu seiner Zeit kein großes Problem: wer sich damals ein Pferd ausschließlich für die akademische Reitkunst leisten konnte, sprach wohl in den allermeisten Fällen fließend französisch.
Sein Werk beeinflusste viele der auf ihn folgenden großen Reitliteraten: François Robichon de la Guérinière schrieb: „… sind unter der beträchtlichen Anzahl Schriftsteller nur zwei, deren Werke wahren Werth haben, und diese sind: de la Broue und der Herzog von Newcastle.
De la Broue lebte unter der Regierung Heinrich des Vierten. Sein herausgegebenes Werk ist in Folio und enthält die Regeln seines Lehrers des Johann Baptist Pignatel, der als Lehrer der Reitkunst bei der Reitschule Neapel stand, und dessen Reitbahn in so großem Ruf stand, daß man sie als die vornehmste in der ganzen Welt ansahe. Alle, von dem französischen = und deutschen Adel, die sich in der Reitkunst vervollkommnen wollten, waren genöthigt, bei diesem berühmten Lehrer Unterricht zu nehmen.
Der Herzog von Newcastle sagte: de la Broue hätte seinen Unterricht zu einem so hohen Grad von Vollkommenheit gebracht, daß man in dieser Kunst höchst erfahren seyn müsse, um ihn in Ausübung bringen zu können. Ob gleich dieses Lob etwas kritisch ist, so beweist es gleich wohl die Vortrefflichkeit dieses Schriftstellers.“
William Cavendish, Herzog von Newcastle, warf de la Broue vor, er habe ja nur die Ausbildungsmethoden Pignatellis aufgeschrieben („stolen from Signior Pignatell’s lessons“). Cavendish sah hingegen Pignatelli als einen großen Meister an: „But the most Famous man that ever was in Italy was at Naples, a Neapolitan, call'd Signior Pignatel; but he never Writ: Monsieur La Broue Rid under him five years...“
De la Broue überführt den Begriff „Kunstreiter“ aus dem italienischen „Cavalerizzo“ als „Cavalerice“ ins Französische, um den Unterschied zum „Kampfreiter“/„Kriegsreiter“ hervorzuheben; Gueriniere folgt ihm darin 140 Jahre später, indem er die akademische Reitkunst als „L'art pour l'art“ (Kunst nur für die Kunst) bezeichnet.